# Christophe Chagnard

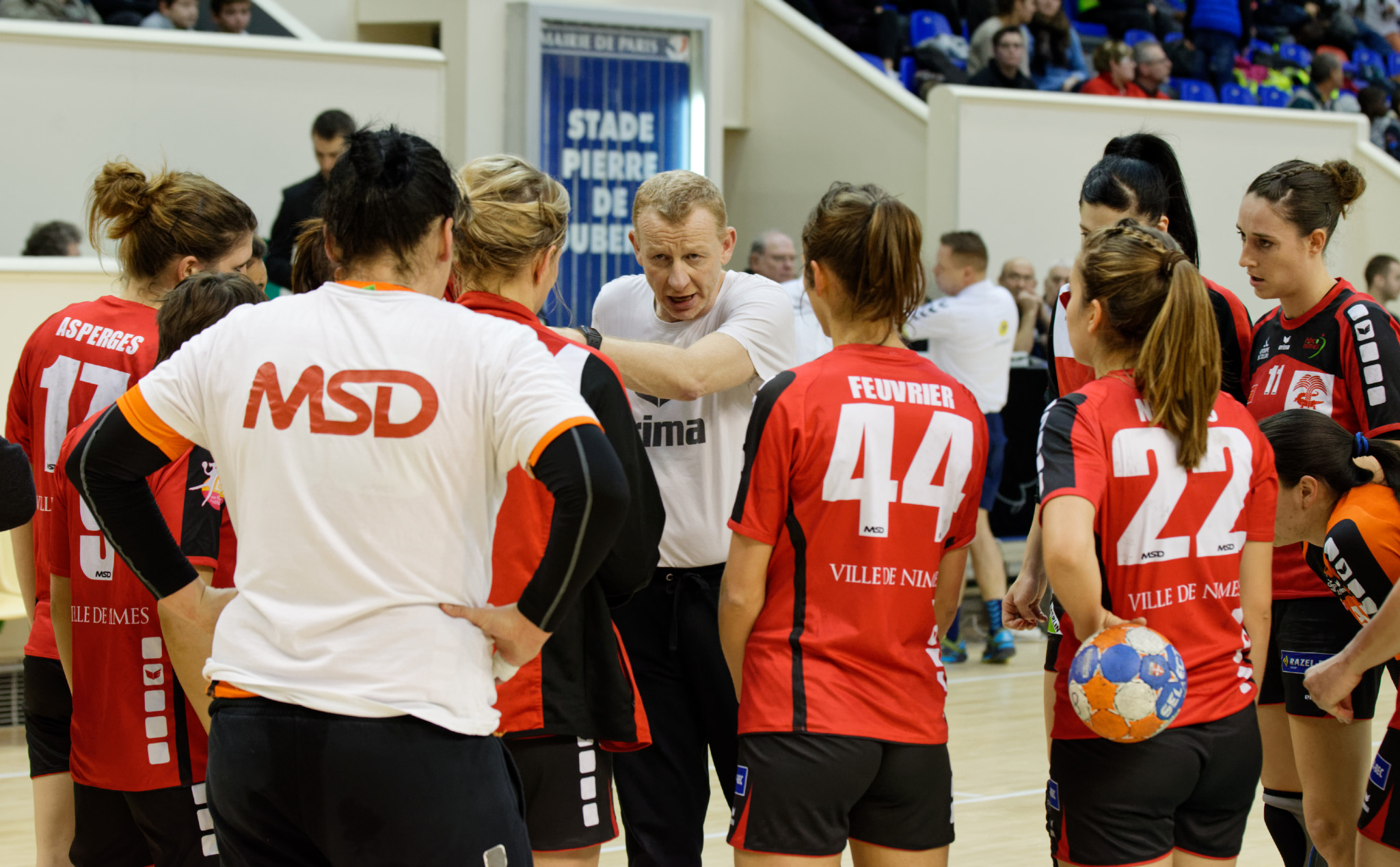
Christophe Chagnard au milieu de ses joueuses lors d'un temps mort avec le HBC Nîmes, le 6 janvier 2016.

Christophe Chagnard, né le 26 juillet 1966, est un joueur puis entraîneur français de handball.

## Biographie
Joueur de l'USAM Nîmes 30, il remporte 4 titres de champion de France et 3 coupes de France avec le club gardois.
Responsable du centre de formation et de l'équipe réserve de Nîmes, il prend les commandes de l'équipe première en 2012 et succède à Manuela Ilie. En 2013, il atteint la finale de la coupe de la Ligue, perdue face à Issy Paris Hand (21-23).
Après la disparition du club Nîmois en 2016, Christophe Chagnard rebondit en Tunisie à l'Espérance sportive de Tunis en tant que  directeur technique des jeunes de la section de handball mais des contraintes d’ordre familial l’obligent à revenir en France un an seulement après son arrivée.
En 2017, il rejoint Le Pouzin Handball 07. Dès sa première saison, il permet au club d'accéder à la Division 2. Il est prolongé pour trois ans en 2019.
En septembre 2020, il est nommé entraîneur du Mérignac Handball en remplacement de Philippe Carrara après seulement deux journées de championnat de D1.

## Palmarès joueur
compétitions nationales
- vainqueur du championnat de France en 1988, 1990, 1991 et 1993
- vainqueur de la coupe de France en 1985, 1986 et 1994

## Palmarès entraîneur
compétitions nationales
- finaliste de la coupe de la Ligue en 2013
- finaliste de la coupe de France en 2015